# 31954 Georgiebotev
31954 Georgiebotev è un asteroide della fascia principale. Scoperto nel 2000, presenta un'orbita caratterizzata da un semiasse maggiore pari a 2,2702762 UA e da un'eccentricità di 0,1277669, inclinata di 6,88048° rispetto all'eclittica.